# 魏戈尔斯豪森
魏戈尔斯豪森是德国巴伐利亚州的一个市镇。总面积23.76平方公里，总人口2788人，其中男性1448人，女性1340人（2011年12月31日），人口密度117人/平方公里。